# Together Again (canção de NSYNC)
"Together Again" é uma canção da boy band norte-americana NSYNC. Foi lançada como o quinto single do álbum de estréia auto-intitulado. Foi lançado em novembro de 1997 exclusivamente no mercado alemão. Foi escrita por Andy Reynolds e Tee Green e é uma das poucas músicas do NSYNC onde Joey Fatone e Chris Kirkpatrick cantam um verso. O single nunca foi lançado em todo o mundo. Foi o primeiro e único lançamento do grupo a incluir um vídeo para a faixa.

## Vídeo musical
O videoclipe de "Together Again" estreou em setembro de 1997.  O vídeo apresenta a banda tocando em uma sala de jogos de Natal, relembrando suas próprias infâncias. O vídeo mostra fotos dos garotos quando eram mais jovens, e muda o tema da música para se relacionar com o rompimento entre eles mesmos e seus pais. O vídeo também mostra os garotos comemorando o Natal juntos.

## Lista de faixas
1. "Together Again" (Radio Edit) – 3:25
2. "Together Again" (Album Version) – 4:09
3. "Giddy Up" – 4:10
4. "Some Dreams" – 4:18
5. "Sundreams" (Special CD-ROM Track)

## Desempenho nas tabelas musicais
| Parada (1997)                            | Posição |
| ---------------------------------------- | ------- |
| Alemanha (Parada de singles da Alemanha) | 27      |